# Château fort de Conflans
Pour les articles homonymes, voir Conflans.
Ne doit pas être confondu avec le château de Conflans de Charenton-le-Pont (Val-de-Marne).
Le château-fort de Conflans, dit le Châtel, est un castrum en ruine, du XIe siècle, situé à Conflans (actuel quartier des hauteurs d'Albertville) en Savoie.
Le château est le siège d'une châtellenie.

## Localisation
Conflans est un ancien bourg fortifié, situé sur un promontoire rocheux, dominant la confluence des rivières de l'Arly et de l'Isère. 
L'édification d'une place forte s'explique par l'intérêt stratégique puisqu'il s'agit d'un carrefour tant géographique, qu'économique mais aussi militaire dès l'Antiquité et surtout lors de la période du Moyen Âge, avec le contrôle, notamment, de l'accès à la vallée de la Tarentaise, mais aussi des vallées voisines. En effet, la cité de Conflans relève de l'autorité de l'archevêque de Tarentaise, convoité par la maison de Savoie, qui obtient la mainmise vers la fin du XIIIe siècle et au début du siècle suivant.

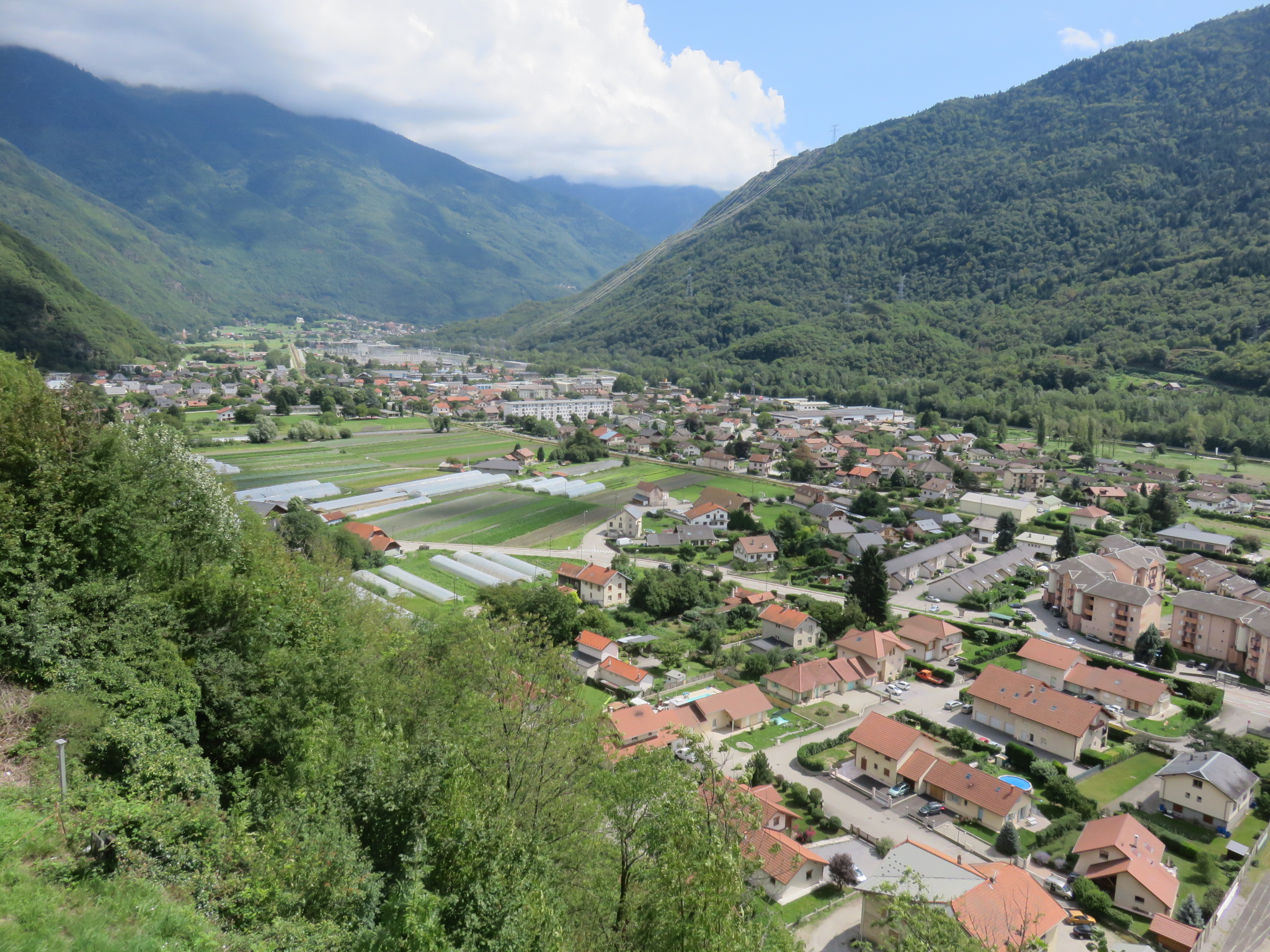
Vue sur la vallée de la Tarentaise depuis l'ancien château.
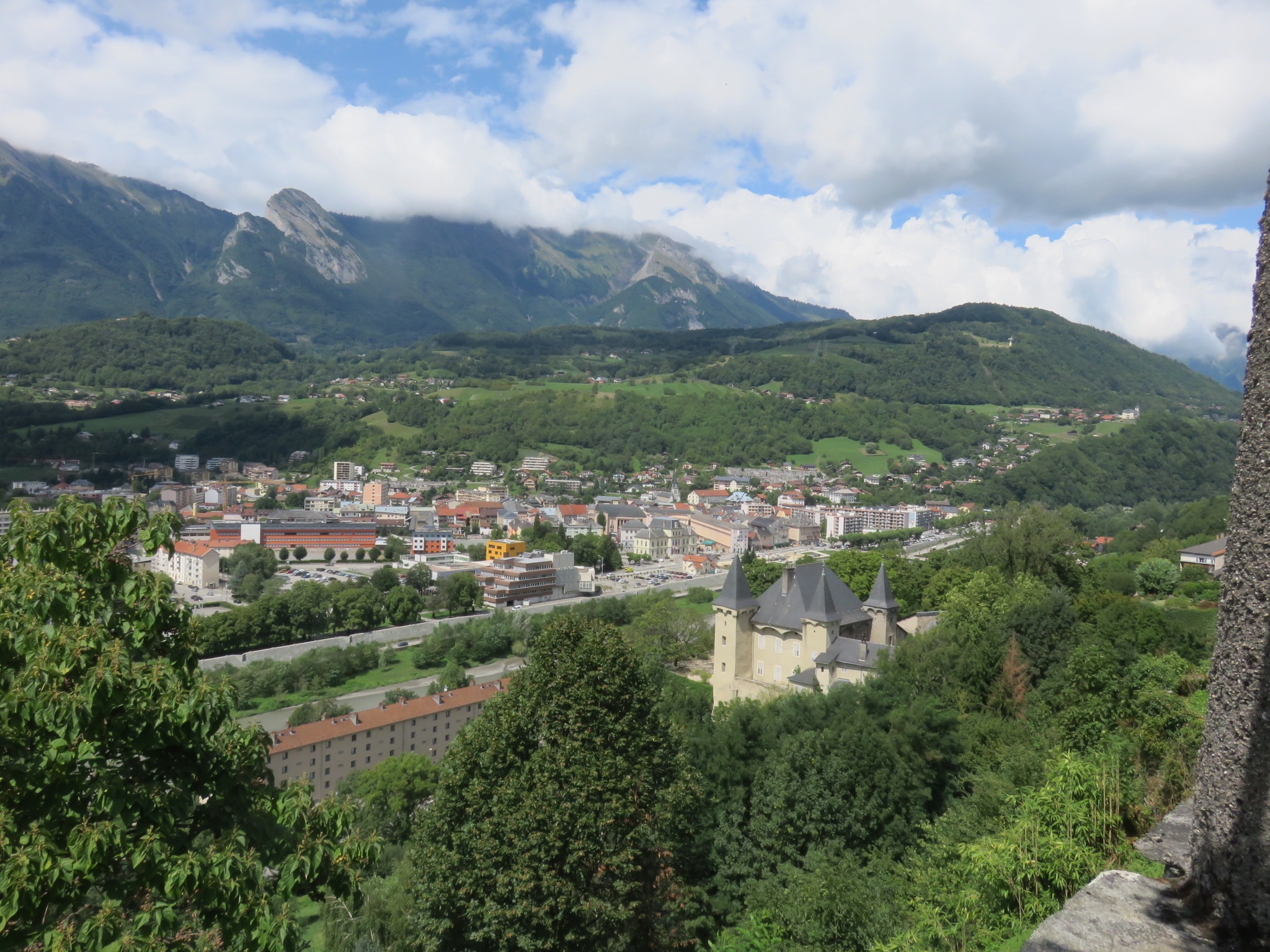
Vue sur Albertville depuis l'ancien château.

Le château contrôle l'entrée de la vallée de la Tarentaise. Il surveille ainsi l'accès, à l'aval, à la combe de Savoie, et, par-delà, le comté de Savoie et Chambéry, le Dauphiné ou encore le royaume de France, et, en amont, par la route menant au col du Petit-Saint-Bernard en direction de la vallée d'Aoste, puis à la péninsule italienne. En suivant le cours de l'Arly, l'axe permet de rejoindre le Beaufortain, le comté de Genève et le Faucigny, par le val d'Arly, en passant par le bourg fortifié d'Ugine. Toutefois l'importance du passage remonte à l'implantation romaine, peut-être au-delà, et la construction d'une voie romaine secondaire, Alpis Graia, qui reliait les cités de Mediolanum (Milan) à Vienna (Vienne), et passant par les étages tarines de Bergiatrium (Bourg-Saint-Maurice), Axima (Aime) et Darantasia (Moûtiers),. L'ancienne cité portait pour ces raisons notamment le surnom de Porte de Savoie ou Porte de France, portée surtout par les deux principales portes de la cité.

## Historique
La première mention de Conflans (Conflenz) remonte à une charte de 1015 (donation à la reine Ermengarde),. Le site peut cependant correspondre au poste douanier d’Ad Publicanos (à la confluence en latin), où était perçu le Quarantième des Gaules. Toutefois, bien que le site de Conflans soit avancé, on donne également comme site Tournon ou encore le village de Tours.

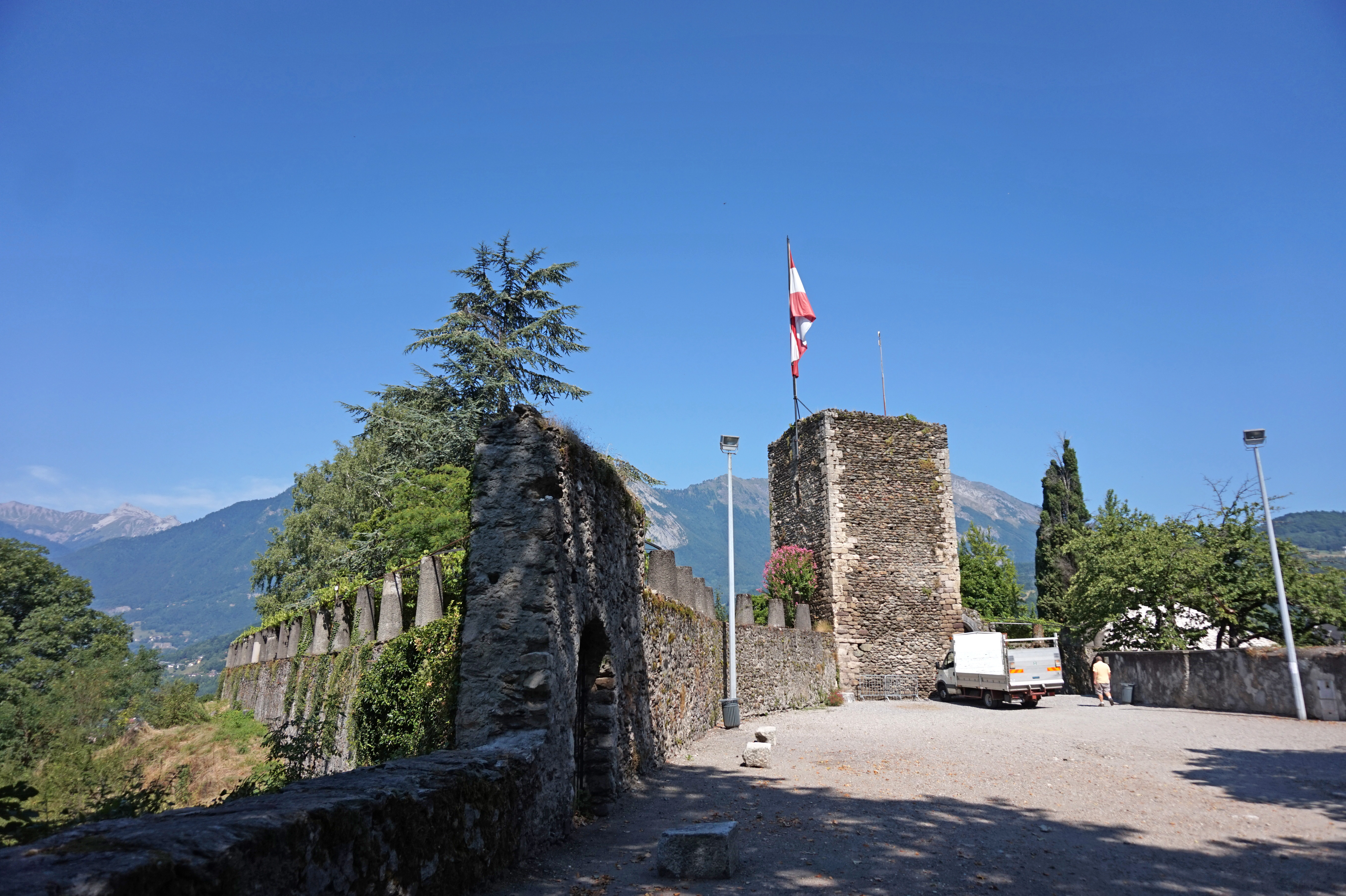
Donjon / tour sarrasine du XIIe siècle, remparts, et jardin public de la tour sarrasine.

La construction d'un castrum, devenu plus tard un château, est à mettre en lien avec l'arrivée des Germains, qui ont créé une insécurité dans la région. Les seigneurs de Conflans (Conflens) sont vassaux des archevêques de Tarentaise. Ils sont coseigneurs du castrum. Ils deviennent, à partir du milieu du XIIe siècle, les métraux du comte de Savoie. 
En 1289, l'archevêque inféode le castri Confleti à Rodolphe de Conflans, dit de Duin, issu de la famille de Duin.
Le château accueille une réunion d'évêques régionaux, sous les auspices de l'archevêque-comte Pierre II de Tarentaise, en 1142, devant arbitrer le conflit entre le comte Amédée III de Savoie et l'évêque de Sion, Guérin.
L'Ordre de Saint-Jean de Jérusalem fait construire, au début du XIIe siècle, au pied de Conflans, sur la rive droite de l'Arly, un hôpital qui prendra le nom de l'Hôpital-sous-Conflans. Vers la fin du siècle, il passe sous la protection du comte Amédée V de Savoie.
En 1253, les héritiers de Raymond de Conflans, Humbert et Jacques de Conflans, se disputent la succession de leur père,. Le comte de Savoie joue l'arbitre et s'immisce ainsi dans les affaires de la cité,. L'aîné, Humbert de Conflans, obtient la métralie de Conflans et la châtellenie avec le château de la Cour, la tour Nassine et la Petite Roche, le second, Jacques de Conflens, le castrum,, formant deux branches cadettes. En 1289, l'héritier de Jacques de Conflans, Rodolphe de Conflans, dit de Duin, rend hommage à l'archevêque de Tarentaise pour la place forte. Peu à peu, le comte s'implante, écartant le pouvoir de l'archevêqu. Le comte devient ainsi peu avant le milieu du XIVe siècle le seigneur de la cité, ne laissant à la famille de Conflans le Châtel que la maison forte de La Cour et ses possessions du côté d'Ugine.
En 1600 le royaume de France prend le château durant le siège du château de Conflans lors de la guerre franco-savoyarde.
Les derniers vestiges du château disparaissent avec l'installation de batteries entre 1875 et 1876, suivant le système Séré de Rivières, ainsi que l'édification d'un château d'eau.

## Description
La cité fortifiée n'est accessible que par deux routes.

Jardin de la tour sarrasine et donjon / tour sarrasine
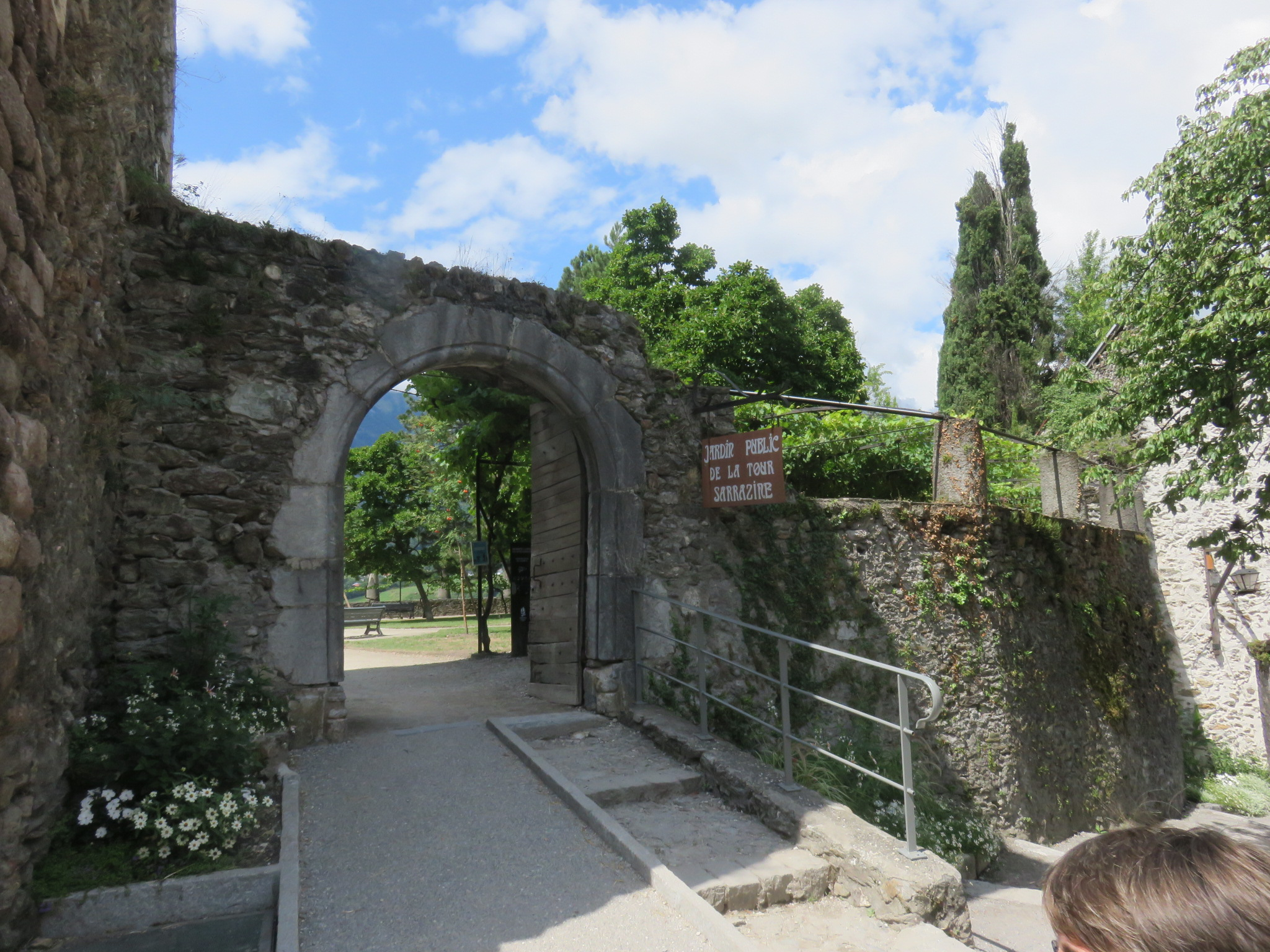
Entrée du jardin.
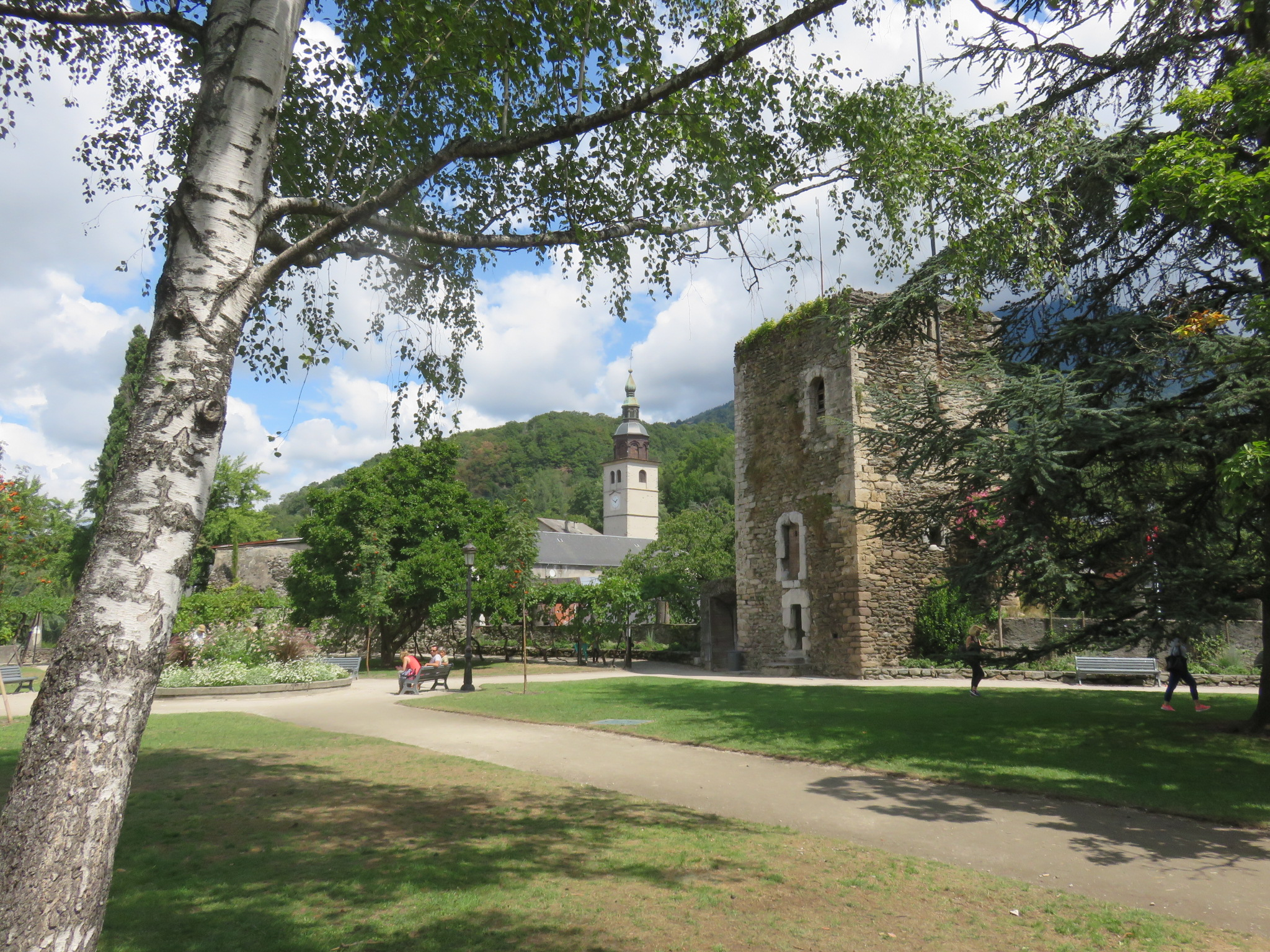
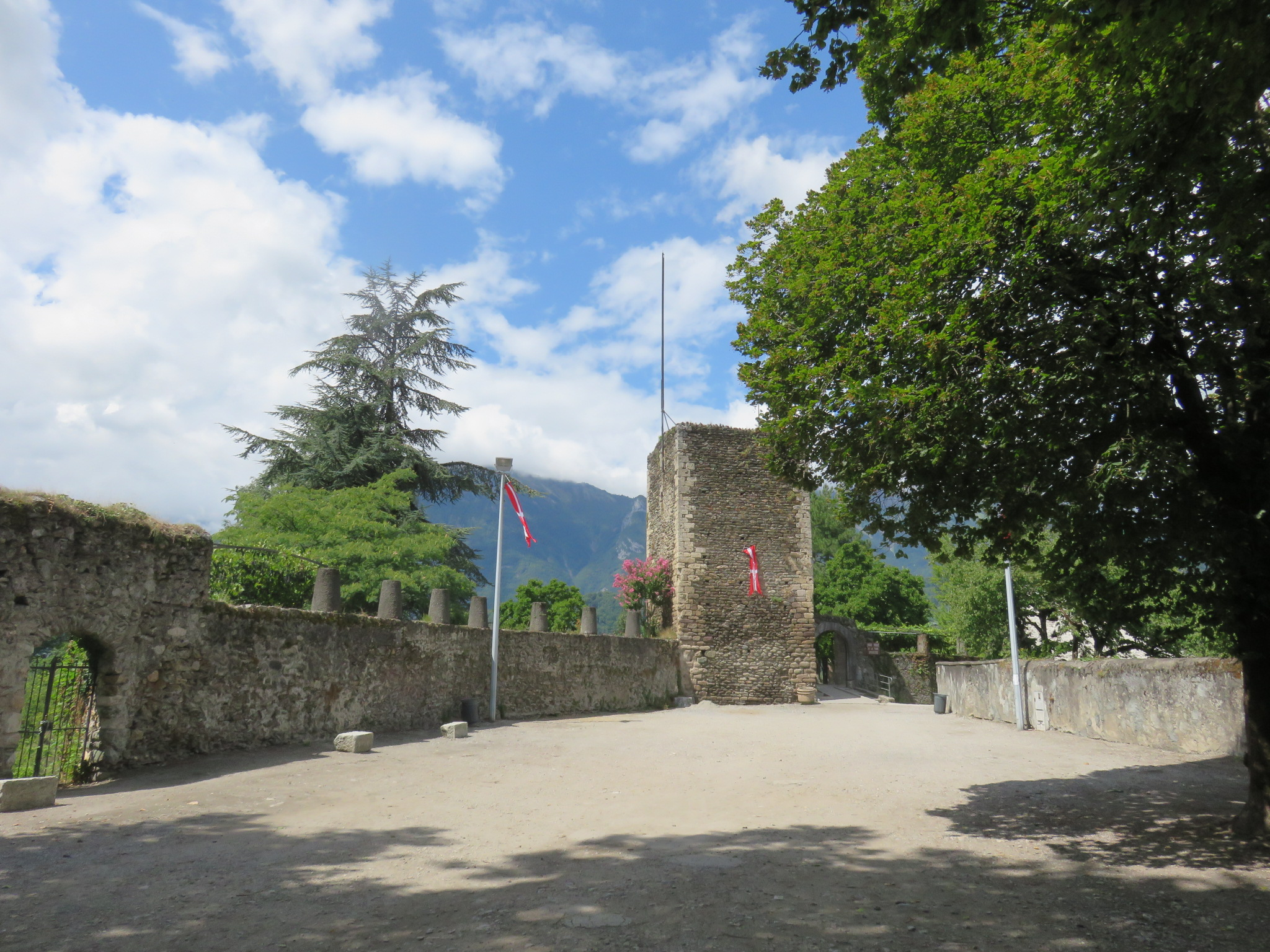
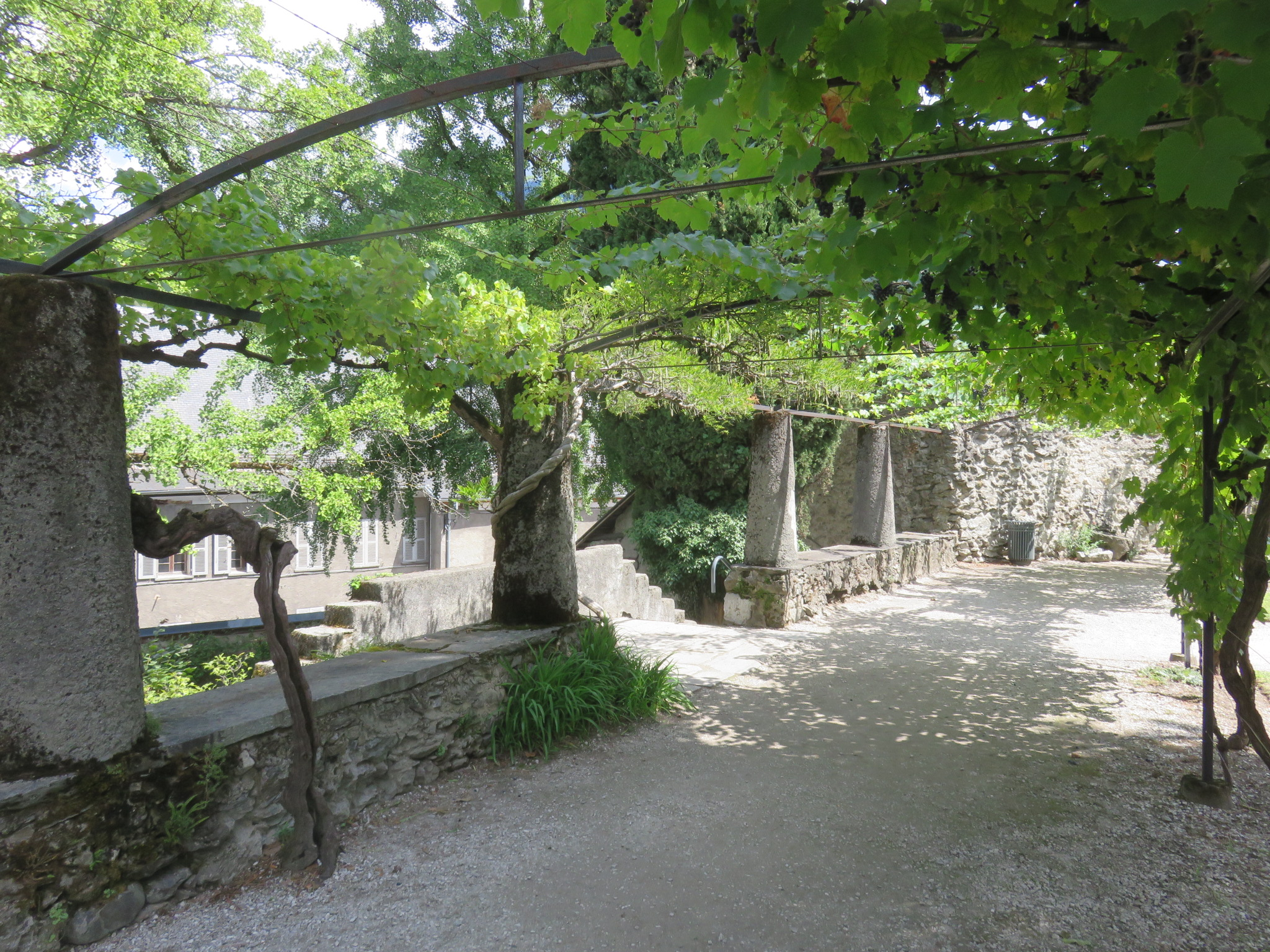
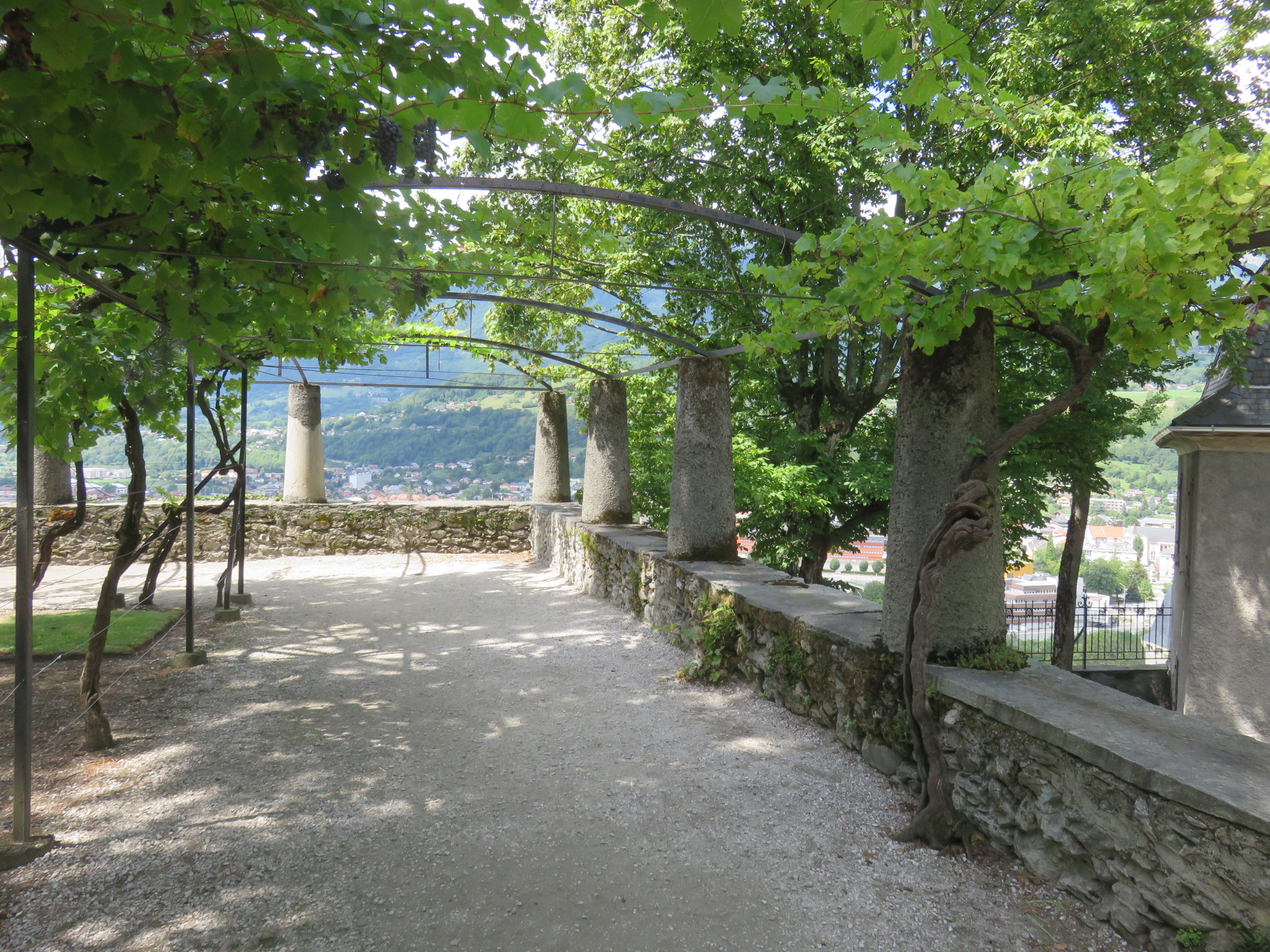
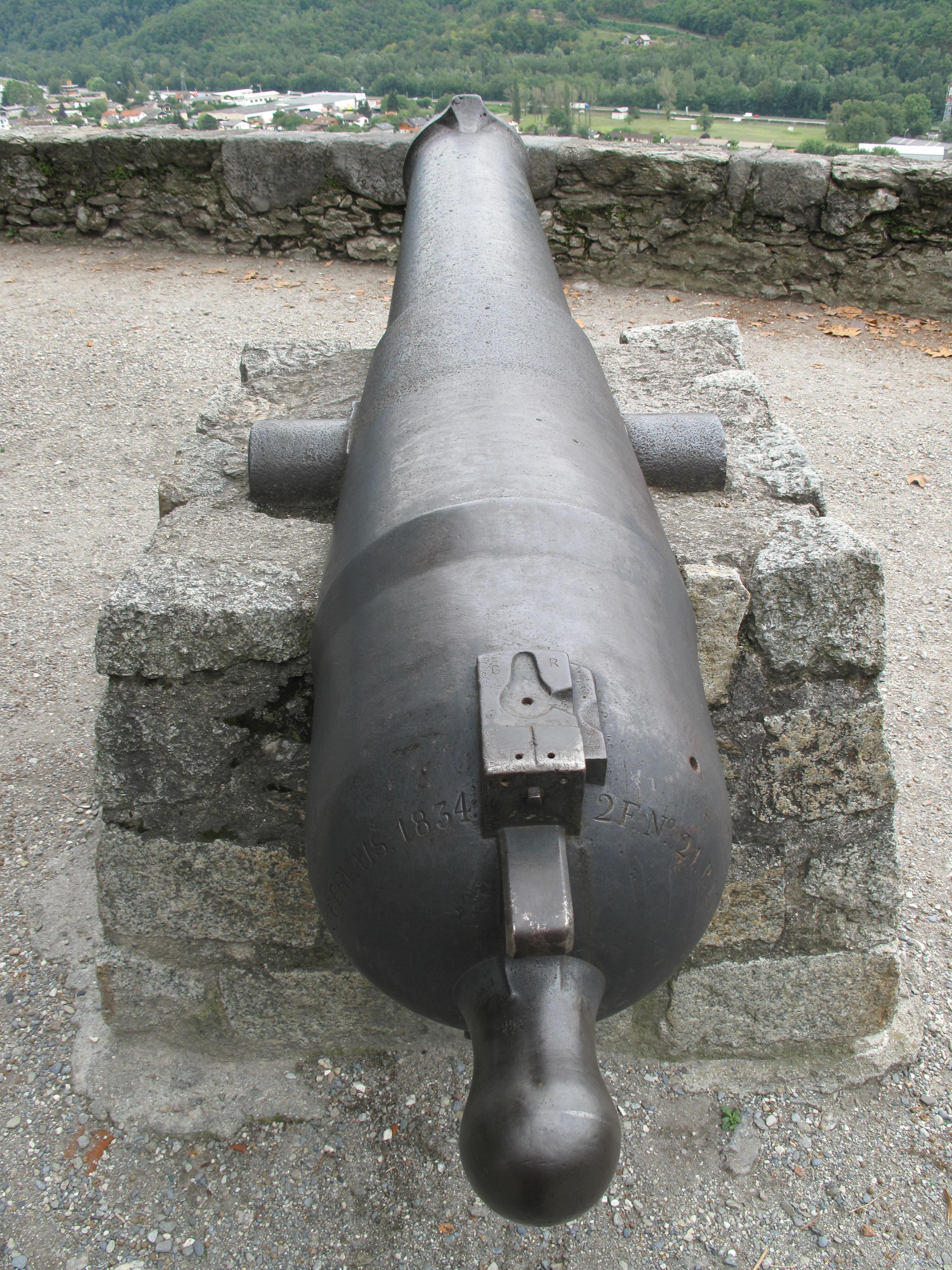
Canon (artillerie) de 1834, sur les remparts.

Autres éléments de la cité fortifiée
- La maison forte de La Cour (mentionnée dès le XIIe siècle) dont ne reste que la tour sarrasine (donjon)[16].
La présence des Maures dans les environs et qui seraient à l'origine de la construction sont fausses[17]. Il s'agit plutôt d'une manière de donner un sens à une édification dont on a oublié les origines[17]. Ses angles sont renforcés d'un chaînage de pierres soigneusement appareillées[18].
- Jardin de la tour sarrasine, à l'emplacement initial de l'ancien château fort d'origine.
- De nombreux remparts, et deux portes reliées par la Grande-Rue :
Porte de Savoie (ou porte de France) [19], vers la combe de Savoie et vers l'ancien comté de Savoie.

## Châtellenie de Conflans
Le castrum de Conflans devient le siège d'une châtellenie, dit aussi mandement (mandamentum), du comté de Savoie, à partir du milieu du XIIIe siècle. Avec l'acquisition d'une partie des droits et des biens d'une branche cadette de la famille de Conflans en 1319, le comte de Savoie organise une châtellenie avec sa Ville Neuve de L'Hôpital de Conflans, où était installé son ancien châtelain, et « la partie de la ville haute [de Conflans] qui relevait [du comte] et le château cédé par son ancien métral ».
Le territoire dépendant de ce centre correspond à la Basse Tarentaise avec La Bâthie (et son château), Cevins, Saint-Paul (et sa maison forte) et Les Esserts (et sa maison forte), ainsi que Feissons (et sa maison forte) et Tours. Dans l'organisation du comté de Savoie, il relève du bailliage de Savoie,. Lors de la création d'un bailliage de Tarentaise, au XVIe siècle, la Basse Tarentaise reste dans le bailliage de Savoie.
La châtellenie, dans l'organisation du comté de Savoie, est administrée par un châtelain qui tient les comptes et possède un rôle militaire majeur, pour le comte de Savoie, à partir du XIIIe siècle. Le châtelain du comte s'installe dans la tour de l'ancienne maison forte, dite Nasine,. La maison forte de la Petite Roche semble aussi accueillir le châtelain, mais l'intérieur reste bien sommaire,. Cet [officier], nommé pour une durée définie, [est] révocable et amovible,. Il est chargé de la gestion de la châtellenie ou mandement, il perçoit les revenus fiscaux du domaine, et il s'occupe de l'entretien du château. Le châtelain est parfois aidé par un receveur des comptes, qui rédige « au net [...] le rapport annuellement rendu par le châtelain ou son lieutenant ».
Le chanoine Joseph Garin indique que « les châtelains, appartenaient pourtant à d'illustres familles ». Parmi eux, on compte des membres des familles de Chignin et de La Chambre, Étienne Folliet qui a la charge de 1320 à 1325, est aussi ambassadeur en Angleterre pour le comte Amédée V, ainsi qu'Ogier, un bâtard de Savoie.